# VANIRU
VANIRU（ヴァニル）は、日本を中心に活動するCJビクターエンタテインメント所属のアーティストである。

## 概要
VANIRUはボーカルLEONEIL（レオニール）が立ち上げたプロジェクトである。VANIRUとは「妖しく惑わす・艶」を意味する造語である。ファイナルファンタジーの大ファンでフリオニールから生まれた名前である。静岡県出身の愛犬家である。本名はたけし。
2015年後期まで海外での活動を中心としており、ドイツを拠点にオランダ・イギリス・マレーシアなどのフェスに出演した。2016年から日本でのライブを本格的に開始した。同年5月にCJビクターエンタテインメントからメジャーデビューした。

### 海外での活動
2016年までヨーロッパを拠点に活動した。J-Rock no Tamashiiに出演し日本より先に海外で話題となり、インターナショナル音楽情報サイトJpopAsiaでは47万票のファン投票により、インディーズとしては初の2014年春のJ-ROCK新人賞に選ばれた。Facebookページではインディーズでは異例の7万超えの「いいね！」がついている。LEONEILの端麗な容姿が話題となり海外では「闇の王子」「ファラオ・レオニール」「ブリザード」「魔導士」など様々な言葉で表現されている。ロシアやポーランドなど各国でストリートチーム（非公式のファンクラブ）が結成された。

### 日本での活動
2016年から活動の場を日本に移し5月18日にCJビクターエンタテインメントからメジャーデビューを果たした。5月23日にデビュー後初の単独公演をShibuya O-WESTにて開催した。その後も東京での活動を中心とし、10月14日にX JAPANのYOSHIKI主催のフェス、VISUAL JAPAN SUMMIT 2016に出演した。午前中2番手の出演にもかかわらず話題を集めTwitterではトレンド入りを果たした。同年11月11日にデビュー後2回目となる単独公演をShibuyaWWWにて開催した。